# Olhapim
Os olhapins são seres do folclore popular português. São muito baixinhos, por isso também são chamados de  anaios. São uma espécie de espíritos, duendes ou assombrações.
Os olhapins têm quatro olhos, dois para a frente e dois para trás por isso olham para todo o lado. Diferem dos olharapos por serem muito pequenos e os olharapos serem gigantes.